# Chorthippus maritimus
Chorthippus maritimus är en insektsart som beskrevs av Leo L. Mishchenko 1951. Chorthippus maritimus ingår i släktet Chorthippus och familjen gräshoppor.

## Underarter
Arten delas in i följande underarter:
- C. m. maritimus
- C. m. huabeiensis
- C. m. karakalensis
- C. m. saitorum
- C. m. insularis
- C. m. jacutus